# Varjú Olga
Varjú Olga (Csehszlovákia, Jóka, 1957. február 12. –) Jászai Mari-díjas magyar színésznő.

## Életpályája
1977–1978 között a komáromi Magyar Területi Színházban játszott. 1978–1980 között a Nemzeti Színház stúdiósa volt. 1980–1984 között a Színház- és Filmművészeti Főiskola hallgatója volt, Simon Zsuzsa osztályában. 1984–1989 között, illetve 1994–2004 között a nyíregyházi Móricz Zsigmond Színház tagja volt. 1989-től 1992-ig a kaposvári Csiky Gergely Színházban szerepelt. 1992–1994 között a Miskolci Nemzeti Színház színésze volt. 2004-2014 között a Bárka Színház művésze volt.

## Színházi szerepei
A Színházi Adattárban regisztrált bemutatóinak száma: 93.
- Karinthy-Benedek: A Noszty fiú esete Tóth Marival....
- Sarkadi Imre: Oszlopos Simeon, avagy lássuk Uramisten, mire megyünk....Mária
- Bart: Olivér....
- Danek: Jelentés N. város sebészetéről....
- Hoffmann: Diótörő....Piri
- Lovinescu: Élet és halál játéka a hamusivatagban....Anna
- William Shakespeare: Vízkereszt, vagy amit akartok....Viola
- Kolozsvári Papp László: Édes otthon....Júlia
- Karinthy-Rejtő-Heltai: Kávéházi kabaré....Színésznő
- Molnár Ferenc: Doktor úr....Sárkányné
- Grillparzer: Bancbanus....Erny
- Strindberg: Júlia kisasszony....Julie
- Gorkij: Nyaralók....Varvara Mihajlovna
- Gáll István: Nő a körúton....Nina
- Gyurkovics Tibor: A bombatölcsér....Masa
- Bond: A bolond (A kenyér és szerelem jelenetei)....Mary
- Collodi: Pinokkió....Pillangóiker
- Eisemann Mihály: Fekete Péter....Claire
- Páskándi Géza: Lélekharang....Magdó
- Hrabal: Őfensége pincére voltam....
- Monnot: Irma, te édes....Irma
- Schiller: Ármány és szerelem....Lady Milford
- Krlela: Galicia....Énekesnő
- Milne: Micimackó....Micimackó
- Grillparzer: Szapphó....Szapphó
- Aiszkhülosz: Síri áldozat....Elektra
- Aiszkhülosz: A jólelkűek....Erinüszök kara
- William Shakespeare: A windsori víg nők....Fordné
- Nádas Péter: Temetés....Színésznő
- Móricz Zsigmond: Nem élhetek muzsikaszó nélkül....Veronka
- Bock: Hegedűs a háztetőn....Hódel
- Calderón de la Barca: Az élet álom....Rosaura
- Csehov: Valahol Oroszországban....Natasa
- Hoffmann: Diótörő....Helén néni
- Saint-Exupéry: A kis herceg....A Virág; A Hiú; Az Üzletasszony; A Tudós; A Kígyó
- Schiller: Stuart Mária....Stuart Mária
- Dumas: A kaméliás hölgy....Marguerite Gautier
- Genet: A paravánok....Leila
- Brecht: Kurázsi mama és gyermekei....Kattrin
- Krúdy-Kapás: A vörös postakocsi....Esztella
- Csehov: Három nővér....Mása
- Presser Gábor: Jó estét nyár, jó estét szerelem....Zsuzsanna
- Fodor László: Érettségi....dr. Máthé Anna
- Szerb-Galambos: Utas és holdvilág....Éva
- Shaw: Szent Johanna....Johanna
- Móricz Zsigmond: Tündérkert....Imreffyné
- Ábrahám Pál: Bál a Savoyban....La Tangolita
- Albee: Azt hiszem, megcsinálják!....Jenny
- Molière: A mizantróp....
- Csehov: Ványa bácsi....Jelena Andrejevna
- Hauptmann: Naplemente előtt....Bettina
- Brecht: Krétakör....Nagyhercegnő
- Kertész-Galambos: Senki földje....
- Strauss: A viszontlátás trilógiája....
- Schnitzler: Körmagyar....A színésznő
- Genet: Cselédek....Solange
- Erdman: A mandátum....Nasztya
- Keroul-Barré: Léni néni....Juanita
- Vajda Katalin: Anconai szerelmesek....Agnese
- Kárpáti Péter: Pájinkás János....Vénasszony
- Carlo Goldoni: Két úr szolgája....Smeraldina
- García Lorca: Vérnász....Anya
- Dés László: A dzsungle könyve....Bagira
- Hrabal: Harlekin milliói....Öreg Maryaka
- Kovács Kristóf: Kék veréb....Marlene
- Szophoklész: Oidipusz....Iokaszté
- Kusan: Galócza....Ankica
- Beaumarchais: Figaro házassága, avagy egy őrült nap....Grófné
- Csehov: Platonov....Anna
- Molnár Ferenc: Az üvegcipő....Roticsné
- Berg: Helge élete....Isten asszony
- Maeterlinck: Pelléas és Mélisande....Geneviève
- Hölderlin: Empedoklész....Kritiász
- William Shakespeare: Hamlet....Gertrude; Színészkirálynő
- Brecht: Koldusopera....Kocsma Jenny
- Molnár Ferenc: Liliom, egy csirkefogó élete és halála....Muskátné
- Bereményi Géza: Az arany ára....Monoriné
- Osztrovszkij: Vihar....Marfa Ignatyevna Kabanova
- Csehov: Sirály....Arkagyina
- Siltanen-Uotinen: Piaf Piaf....Piaf
- Márai-Gyarmati: Zendülők....Anya
- Nádas Péter: Találkozás....Mária
- Trier: Dogville....Mrs. Henson
- Fosse: Őszi álom....Anya
- Sztravinszkij: A katona története....Narrátor
- Arisztophanész: Igazság....
- Dinyés Dániel: Párkák....Klárika
- Hoffmann: Éjféli mesék....
- Maslowska: Lángoló kerékpár....Aranka
- Ödön von Horváth: Vasárnap 16:48....Hudetz Sándorné

## Filmjei
- Itt a vége, pedig milyen unalmas napnak indult (1995)
- Razzia az Aranyszarvasban (1996)
- A rózsa vére (1998)
- A hét nyolcadik napja (2006)
- Felnőttfilm (2009)
- Napszúrás (2009)
- Ki-be tawaret (2010)

## Díjai
- Móricz-gyűrű (1989)
- Domján Edit-díj (1994)
- Ostar-díj: az évadban a legjobb női epizodista, és a legjobb női főszereplő díja - 1. Ost-star (Kelet csillaga) gála, Nyíregyháza (1996)[2]
- Jászai Mari-díj (1998)